# Campionatele Mondiale de Patinaj Artistic
Campionatele Mondiale de patinaj artistic reprezintă o competiție anuală de patinaj artistic organizată de Uniunea Internațională de Patinaj (ISU), în care patinatorii artistici cu statut eligibil (sau amatori) concurează pentru titlul de campioni mondiali. Sunt patru discipline: patinaj individual, femei; patinaj individual, bărbați; patinaj perechi; dans pe gheață. Competiția are loc de obicei la sfârșitul lunii martie.

## Istoric
Primele campionate au fost organizate în 1896, cu patru concurenți. La primele ediții au fost prezenți doar bărbați, dar în timpul campionatului din 1902 o femeie, britanica Madge Syers, a intrat în concurs, în absența unei clauze privind sexul participanților. Ea a obținut locul doi, iar în anul următor, ISU a decis să facă separarea pe sexe, introducând campionate separate feminin și masculin. Cu toate acestea, primul Campionat Mondial feminin a fost organizat abia în 1906.
Campionatele Mondiale de patinaj artistic din 2020, care urmau să aibă loc la Montreal în perioada 16-22 martie 2020, au fost anulate pe 12 martie din cauza pandemiei de coronavirus.

## Medaliați

### Individual masculin
| An         | Oraș gazdă                                                   | Aur                                                          | Argint                                                       | Bronz                                                        | Ref.   |
| 1896       | St. Petersburg                                               | Gilbert Fuchs                                                | Gustav Hügel                                                 | Georg Sanders                                                | [ 1 ]  |
| 1897       | Stockholm                                                    | Gustav Hügel                                                 | Ulrich Salchow                                               | Johan Lefstad                                                | [ 1 ]  |
| 1898       | Londra                                                       | Henning Grenander                                            | Gustav Hügel                                                 | Gilbert Fuchs                                                | [ 1 ]  |
| 1899       | Davos                                                        | Gustav Hügel                                                 | Ulrich Salchow                                               | Edgar Syers                                                  | [ 1 ]  |
| 1900       | Davos                                                        | Gustav Hügel                                                 | Ulrich Salchow                                               | Nu au fost alți competitori                                  | [ 1 ]  |
| 1901       | Stockholm                                                    | Ulrich Salchow                                               | Gilbert Fuchs                                                | Nu au fost alți competitori                                  | [ 1 ]  |
| 1902       | Londra                                                       | Ulrich Salchow                                               | Madge Syers                                                  | Martin Gordan                                                | [ 1 ]  |
| 1903       | St. Petersburg                                               | Ulrich Salchow                                               | Nikolai Panin Kolomenkin                                     | Max Bohatsch                                                 | [ 1 ]  |
| 1904       | Berlin                                                       | Ulrich Salchow                                               | Heinrich Burger                                              | Martin Gordan                                                | [ 1 ]  |
| 1905       | Stockholm                                                    | Ulrich Salchow                                               | Max Bohatsch                                                 | Per Thorén                                                   | [ 1 ]  |
| 1906       | München                                                      | Gilbert Fuchs                                                | Heinrich Burger                                              | Bror Meyer                                                   | [ 1 ]  |
| 1907       | Viena                                                        | Ulrich Salchow                                               | Max Bohatsch                                                 | Gilbert Fuchs                                                | [ 1 ]  |
| 1908       | Troppau                                                      | Ulrich Salchow                                               | Gilbert Fuchs                                                | Heinrich Burger                                              | [ 1 ]  |
| 1909       | Stockholm                                                    | Ulrich Salchow                                               | Per Thorén                                                   | Ernst Herz                                                   | [ 1 ]  |
| 1910       | Davos                                                        | Ulrich Salchow                                               | Werner Rittberger                                            | Andor Szende                                                 | [ 1 ]  |
| 1911       | Berlin                                                       | Ulrich Salchow                                               | Werner Rittberger                                            | Fritz Kachler                                                | [ 1 ]  |
| 1912       | Manchester                                                   | Fritz Kachler                                                | Werner Rittberger                                            | Andor Szende                                                 | [ 1 ]  |
| 1913       | Viena                                                        | Fritz Kachler                                                | Willy Böckl                                                  | Andor Szende                                                 | [ 1 ]  |
| 1914       | Helsinki                                                     | Gösta Sandahl                                                | Fritz Kachler                                                | Willy Böckl                                                  | [ 1 ]  |
| 1915– 1921 | Nu s-a organizat din cauza Primului Război Mondial           | Nu s-a organizat din cauza Primului Război Mondial           | Nu s-a organizat din cauza Primului Război Mondial           | Nu s-a organizat din cauza Primului Război Mondial           | [ 1 ]  |
| 1922       | Stockholm                                                    | Gillis Grafström                                             | Fritz Kachler                                                | Willy Böckl                                                  | [ 1 ]  |
| 1923       | Viena                                                        | Fritz Kachler                                                | Willy Böckl                                                  | Gösta Sandahl                                                | [ 1 ]  |
| 1924       | Manchester                                                   | Gillis Grafström                                             | Willy Böckl                                                  | Ernst Oppacher                                               | [ 1 ]  |
| 1925       | Viena                                                        | Willy Böckl                                                  | Fritz Kachler                                                | Otto Preißecker                                              | [ 1 ]  |
| 1926       | Berlin                                                       | Willy Böckl                                                  | Otto Preißecker                                              | John Page                                                    | [ 1 ]  |
| 1927       | Davos                                                        | Willy Böckl                                                  | Otto Preißecker                                              | Karl Schäfer                                                 | [ 1 ]  |
| 1928       | Berlin                                                       | Willy Böckl                                                  | Karl Schäfer                                                 | Hugo Distler                                                 | [ 1 ]  |
| 1929       | Londra                                                       | Gillis Grafström                                             | Karl Schäfer                                                 | Ludwig Wrede                                                 | [ 1 ]  |
| 1930       | New York City                                                | Karl Schäfer                                                 | Roger Turner                                                 | Georges Gautschi                                             | [ 1 ]  |
| 1931       | Berlin                                                       | Karl Schäfer                                                 | Roger Turner                                                 | Ernst Baier                                                  | [ 1 ]  |
| 1932       | Montreal                                                     | Karl Schäfer                                                 | Montgomery Wilson                                            | Ernst Baier                                                  | [ 1 ]  |
| 1933       | Zürich                                                       | Karl Schäfer                                                 | Ernst Baier                                                  | Marcus Nikkanen                                              | [ 1 ]  |
| 1934       | Stockholm                                                    | Karl Schäfer                                                 | Ernst Baier                                                  | Erich Erdös                                                  | [ 1 ]  |
| 1935       | Budapesta                                                    | Karl Schäfer                                                 | Jack Dunn                                                    | Dénes Pataky                                                 | [ 1 ]  |
| 1936       | Paris                                                        | Karl Schäfer                                                 | Graham Sharp                                                 | Felix Kaspar                                                 | [ 1 ]  |
| 1937       | Viena                                                        | Felix Kaspar                                                 | Graham Sharp                                                 | Elemér Terták                                                | [ 1 ]  |
| 1938       | Berlin                                                       | Felix Kaspar                                                 | Graham Sharp                                                 | Herbert Alward                                               | [ 1 ]  |
| 1939       | Budapesta                                                    | Graham Sharp                                                 | Freddie Tomlins                                              | Horst Faber                                                  | [ 1 ]  |
| 1940– 1946 | Nu s-a organizat din cauza celui de-Al Doilea Război Mondial | Nu s-a organizat din cauza celui de-Al Doilea Război Mondial | Nu s-a organizat din cauza celui de-Al Doilea Război Mondial | Nu s-a organizat din cauza celui de-Al Doilea Război Mondial | [ 1 ]  |
| 1947       | Stockholm                                                    | Hans Gerschwiler                                             | Dick Button                                                  | Arthur Apfel                                                 | [ 1 ]  |
| 1948       | Davos                                                        | Dick Button                                                  | Hans Gerschwiler                                             | Ede Király                                                   | [ 1 ]  |
| 1949       | Paris                                                        | Dick Button                                                  | Ede Király                                                   | Edi Rada                                                     | [ 1 ]  |
| 1950       | Londra                                                       | Dick Button                                                  | Ede Király                                                   | Hayes Alan Jenkins                                           | [ 1 ]  |
| 1951       | Milano                                                       | Dick Button                                                  | James Grogan                                                 | Hellmut Seibt                                                | [ 1 ]  |
| 1952       | Paris                                                        | Dick Button                                                  | James Grogan                                                 | Hayes Alan Jenkins                                           | [ 1 ]  |
| 1953       | Davos                                                        | Hayes Alan Jenkins                                           | James Grogan                                                 | Carlo Fassi                                                  | [ 1 ]  |
| 1954       | Oslo                                                         | Hayes Alan Jenkins                                           | James Grogan                                                 | Alain Giletti                                                | [ 1 ]  |
| 1955       | Viena                                                        | Hayes Alan Jenkins                                           | Ronald Robertson                                             | David Jenkins                                                | [ 1 ]  |
| 1956       | Garmisch-Partenkirchen                                       | Hayes Alan Jenkins                                           | Ronald Robertson                                             | David Jenkins                                                | [ 1 ]  |
| 1957       | Colorado Springs                                             | David Jenkins                                                | Tim Brown                                                    | Charles Snelling                                             | [ 1 ]  |
| 1958       | Paris                                                        | David Jenkins                                                | Tim Brown                                                    | Alain Giletti                                                | [ 1 ]  |
| 1959       | Colorado Springs                                             | David Jenkins                                                | Donald Jackson                                               | Tim Brown                                                    | [ 1 ]  |
| 1960       | Vancouver                                                    | Alain Giletti                                                | Donald Jackson                                               | Alain Calmat                                                 | [ 1 ]  |
| 1961       | Praga                                                        | Competiție anulată din cauza prăbușirii zborului Sabena 548  | Competiție anulată din cauza prăbușirii zborului Sabena 548  | Competiție anulată din cauza prăbușirii zborului Sabena 548  | [ 1 ]  |
| 1962       | Praga                                                        | Donald Jackson                                               | Karol Divín                                                  | Alain Calmat                                                 | [ 1 ]  |
| 1963       | Cortina d'Ampezzo                                            | Donald McPherson                                             | Alain Calmat                                                 | Manfred Schnelldorfer                                        | [ 1 ]  |
| 1964       | Dortmund                                                     | Manfred Schnelldorfer                                        | Alain Calmat                                                 | Karol Divín                                                  | [ 1 ]  |
| 1965       | Colorado Springs                                             | Alain Calmat                                                 | Scott Allen                                                  | Donald Knight                                                | [ 1 ]  |
| 1966       | Davos                                                        | Emmerich Danzer                                              | Wolfgang Schwarz                                             | Gary Visconti                                                | [ 1 ]  |
| 1967       | Viena                                                        | Emmerich Danzer                                              | Wolfgang Schwarz                                             | Gary Visconti                                                | [ 1 ]  |
| 1968       | Geneva                                                       | Emmerich Danzer                                              | Tim Wood                                                     | Patrick Péra                                                 | [ 1 ]  |
| 1969       | Colorado Springs                                             | Tim Wood                                                     | Ondrej Nepela                                                | Patrick Péra                                                 | [ 1 ]  |
| 1970       | Ljubljana                                                    | Tim Wood                                                     | Ondrej Nepela                                                | Günter Zöller                                                | [ 1 ]  |
| 1971       | Lyon                                                         | Ondrej Nepela                                                | Patrick Péra                                                 | Serghei Cetveruhin                                           | [ 1 ]  |
| 1972       | Calgary                                                      | Ondrej Nepela                                                | Serghei Cetveruhin                                           | Vladimir Kovaliov                                            | [ 1 ]  |
| 1973       | Bratislava                                                   | Ondrej Nepela                                                | Serghei Cetveruhin                                           | Jan Hoffmann                                                 | [ 1 ]  |
| 1974       | München                                                      | Jan Hoffmann                                                 | Serghei Volkov                                               | Toller Cranston                                              | [ 1 ]  |
| 1975       | Colorado Springs                                             | Serghei Volkov                                               | Vladimir Kovaliov                                            | John Curry                                                   | [ 1 ]  |
| 1976       | Göteborg                                                     | John Curry                                                   | Vladimir Kovaliov                                            | Jan Hoffmann                                                 | [ 1 ]  |
| 1977       | Tokyo                                                        | Vladimir Kovaliov                                            | Jan Hoffmann                                                 | Minoru Sano                                                  | [ 1 ]  |
| 1978       | Ottawa                                                       | Charles Tickner                                              | Jan Hoffmann                                                 | Robin Cousins                                                | [ 1 ]  |
| 1979       | Viena                                                        | Vladimir Kovaliov                                            | Robin Cousins                                                | Jan Hoffmann                                                 | [ 1 ]  |
| 1980       | Dortmund                                                     | Jan Hoffmann                                                 | Robin Cousins                                                | Charles Tickner                                              | [ 1 ]  |
| 1981       | Hartford                                                     | Scott Hamilton                                               | David Santee                                                 | Igor Bobrin                                                  | [ 1 ]  |
| 1982       | Copenhaga                                                    | Scott Hamilton                                               | Norbert Schramm                                              | Brian Pockar                                                 | [ 1 ]  |
| 1983       | Helsinki                                                     | Scott Hamilton                                               | Norbert Schramm                                              | Brian Orser                                                  | [ 1 ]  |
| 1984       | Ottawa                                                       | Scott Hamilton                                               | Brian Orser                                                  | Aleksandr Fadeev                                             | [ 1 ]  |
| 1985       | Tokyo                                                        | Aleksandr Fadeev                                             | Brian Orser                                                  | Brian Boitano                                                | [ 1 ]  |
| 1986       | Geneva                                                       | Brian Boitano                                                | Brian Orser                                                  | Aleksandr Fadeev                                             | [ 1 ]  |
| 1987       | Cincinnati                                                   | Brian Orser                                                  | Brian Boitano                                                | Aleksandr Fadeev                                             | [ 1 ]  |
| 1988       | Budapesta                                                    | Brian Boitano                                                | Brian Orser                                                  | Viktor Petrenko                                              | [ 1 ]  |
| 1989       | Paris                                                        | Kurt Browning                                                | Christopher Bowman                                           | Grzegorz Filipowski                                          | [ 1 ]  |
| 1990       | Halifax                                                      | Kurt Browning                                                | Viktor Petrenko                                              | Christopher Bowman                                           | [ 1 ]  |
| 1991       | München                                                      | Kurt Browning                                                | Viktor Petrenko                                              | Todd Eldredge                                                | [ 1 ]  |
| 1992       | Oakland                                                      | Viktor Petrenko                                              | Kurt Browning                                                | Elvis Stojko                                                 | [ 1 ]  |
| 1993       | Praga                                                        | Kurt Browning                                                | Elvis Stojko                                                 | Aleksei Urmanov                                              | [ 1 ]  |
| 1994       | Chiba                                                        | Elvis Stojko                                                 | Philippe Candeloro                                           | Viaceslav Zahorodniuk                                        | [ 1 ]  |
| 1995       | Birmingham                                                   | Elvis Stojko                                                 | Todd Eldredge                                                | Philippe Candeloro                                           | [ 1 ]  |
| 1996       | Edmonton                                                     | Todd Eldredge                                                | Ilia Kulik                                                   | Rudy Galindo                                                 | [ 1 ]  |
| 1997       | Lausanne                                                     | Elvis Stojko                                                 | Todd Eldredge                                                | Aleksei Iagudin                                              | [ 1 ]  |
| 1998       | Minneapolis                                                  | Aleksei Iagudin                                              | Todd Eldredge                                                | Evgheni Plușenko                                             | [ 1 ]  |
| 1999       | Helsinki                                                     | Aleksei Iagudin                                              | Evgheni Plușenko                                             | Michael Weiss                                                | [ 1 ]  |
| 2000       | Nisa                                                         | Aleksei Iagudin                                              | Elvis Stojko                                                 | Michael Weiss                                                | [ 1 ]  |
| 2001       | Vancouver                                                    | Evgheni Plușenko                                             | Aleksei Iagudin                                              | Todd Eldredge                                                | [ 2 ]  |
| 2002       | Nagano                                                       | Aleksei Iagudin                                              | Timothy Goebel                                               | Takeshi Honda                                                | [ 3 ]  |
| 2003       | Washington, D.C.                                             | Evgheni Plușenko                                             | Timothy Goebel                                               | Takeshi Honda                                                | [ 4 ]  |
| 2004       | Dortmund                                                     | Evgheni Plușenko                                             | Brian Joubert                                                | Stefan Lindemann                                             | [ 5 ]  |
| 2005       | Moscova                                                      | Stéphane Lambiel                                             | Jeffrey Buttle                                               | Evan Lysacek                                                 | [ 6 ]  |
| 2006       | Calgary                                                      | Stéphane Lambiel                                             | Brian Joubert                                                | Evan Lysacek                                                 | [ 7 ]  |
| 2007       | Tokyo                                                        | Brian Joubert                                                | Daisuke Takahashi                                            | Stéphane Lambiel                                             | [ 8 ]  |
| 2008       | Göteborg                                                     | Jeffrey Buttle                                               | Brian Joubert                                                | Johnny Weir                                                  | [ 9 ]  |
| 2009       | Los Angeles                                                  | Evan Lysacek                                                 | Patrick Chan                                                 | Brian Joubert                                                | [ 10 ] |
| 2010       | Torino                                                       | Daisuke Takahashi                                            | Patrick Chan                                                 | Brian Joubert                                                | [ 11 ] |
| 2011       | Moscova                                                      | Patrick Chan                                                 | Takahiko Kozuka                                              | Artur Gacinski                                               | [ 12 ] |
| 2012       | Nisa                                                         | Patrick Chan                                                 | Daisuke Takahashi                                            | Yuzuru Hanyu                                                 | [ 13 ] |
| 2013       | London                                                       | Patrick Chan                                                 | Denis Ten                                                    | Javier Fernández                                             | [ 14 ] |
| 2014       | Saitama                                                      | Yuzuru Hanyu                                                 | Tatsuki Machida                                              | Javier Fernández                                             | [ 15 ] |
| 2015       | Shanghai                                                     | Javier Fernández                                             | Yuzuru Hanyu                                                 | Denis Ten                                                    | [ 16 ] |
| 2016       | Boston                                                       | Javier Fernández                                             | Yuzuru Hanyu                                                 | Jin Boyang                                                   | [ 17 ] |
| 2017       | Helsinki                                                     | Yuzuru Hanyu                                                 | Shoma Uno                                                    | Jin Boyang                                                   | [ 18 ] |
| 2018       | Milano                                                       | Nathan Chen                                                  | Shoma Uno                                                    | Mihail Koliada                                               | [ 19 ] |
| 2019       | Saitama                                                      | Nathan Chen                                                  | Yuzuru Hanyu                                                 | Vincent Zhou                                                 | [ 20 ] |
| 202        | Montreal                                                     | Competiție anulată din cauza pandemiei de COVID-19           | Competiție anulată din cauza pandemiei de COVID-19           | Competiție anulată din cauza pandemiei de COVID-19           | [ 21 ] |
| 2021       | Stockholm                                                    | Nathan Chen                                                  | Yuma Kagiyama                                                | Yuzuru Hanyu                                                 | [ 22 ] |
| 2022       | Montpellier                                                  | Shoma Uno                                                    | Yuma Kagiyama                                                | Vincent Zhou                                                 | [ 23 ] |
| 2023       | Saitama                                                      | Shoma Uno                                                    | Cha Jun-hwan                                                 | Ilia Malinin                                                 | [ 24 ] |
| 2024       | Montreal                                                     | Ilia Malinin                                                 | Yuma Kagiyama                                                | Adam Siao Him Fa                                             | [ 25 ] |
| 2025       | Boston                                                       |                                                              |                                                              |                                                              |        |
| 2026       | Praga                                                        |                                                              |                                                              |                                                              |        |

### Individual feminin
| An         | Oraș gazdă                                                                  | Aur                                                                         | Argint                                                                      | Bronz                                                                       | Ref.   |
| 1906       | Davos                                                                       | Madge Syers                                                                 | Jenny Herz                                                                  | Lily Kronberger                                                             | [ 26 ] |
| 1907       | Viena                                                                       | Madge Syers                                                                 | Jenny Herz                                                                  | Lily Kronberger                                                             | [ 26 ] |
| 1908       | Troppau                                                                     | Lily Kronberger                                                             | Elsa Rendschmidt                                                            | Nu au fost alte participante                                                | [ 26 ] |
| 1909       | Budapesta                                                                   | Lily Kronberger                                                             | Nu au fost alte participante                                                | Nu au fost alte participante                                                | [ 26 ] |
| 1910       | Berlin                                                                      | Lily Kronberger                                                             | Elsa Rendschmidt                                                            | Nu au fost alte participante                                                | [ 26 ] |
| 1911       | Viena                                                                       | Lily Kronberger                                                             | Opika von Méray Horváth                                                     | Ludowika Eilers                                                             | [ 26 ] |
| 1912       | Davos                                                                       | Opika von Méray Horváth                                                     | Dorothy Greenhough-Smith                                                    | Phyllis Johnson                                                             | [ 26 ] |
| 1913       | Stockholm                                                                   | Opika von Méray Horváth                                                     | Phyllis Johnson                                                             | Svea Norén                                                                  | [ 26 ] |
| 1914       | St. Moritz                                                                  | Opika von Méray Horváth                                                     | Angela Hanka                                                                | Phyllis Johnson                                                             | [ 26 ] |
| 1915– 1921 | Competiția nu a fost organizată din cauza Primului Război Mondial           | Competiția nu a fost organizată din cauza Primului Război Mondial           | Competiția nu a fost organizată din cauza Primului Război Mondial           | Competiția nu a fost organizată din cauza Primului Război Mondial           | [ 26 ] |
| 1922       | Stockholm                                                                   | Herma Szabo                                                                 | Svea Norén                                                                  | Margot Moe                                                                  | [ 26 ] |
| 1923       | Viena                                                                       | Herma Szabo                                                                 | Gisela Reichmann                                                            | Svea Norén                                                                  | [ 26 ] |
| 1924       | Kristiania                                                                  | Herma Szabo                                                                 | Ellen Brockhöft                                                             | Beatrix Loughran                                                            | [ 26 ] |
| 1925       | Davos                                                                       | Herma Szabo                                                                 | Ellen Brockhöft                                                             | Elisabeth Böckel                                                            | [ 26 ] |
| 1926       | Stockholm                                                                   | Herma Szabo                                                                 | Sonja Henie                                                                 | Kathleen Shaw                                                               | [ 26 ] |
| 1927       | Oslo                                                                        | Sonja Henie                                                                 | Herma Szabo                                                                 | Karen Simensen                                                              | [ 26 ] |
| 1928       | Londra                                                                      | Sonja Henie                                                                 | Maribel Vinson                                                              | Fritzi Burger                                                               | [ 26 ] |
| 1929       | Budapesta                                                                   | Sonja Henie                                                                 | Fritzi Burger                                                               | Melitta Brunner                                                             | [ 26 ] |
| 1930       | New York City                                                               | Sonja Henie                                                                 | Cecil Smith                                                                 | Maribel Vinson                                                              | [ 26 ] |
| 1931       | Berlin                                                                      | Sonja Henie                                                                 | Hilde Holovsky                                                              | Fritzi Burger                                                               | [ 26 ] |
| 1932       | Montreal                                                                    | Sonja Henie                                                                 | Fritzi Burger                                                               | Constance Wilson-Samuel                                                     | [ 26 ] |
| 1933       | Stockholm                                                                   | Sonja Henie                                                                 | Vivi-Anne Hultén                                                            | Hilde Holovsky                                                              | [ 26 ] |
| 1934       | Oslo                                                                        | Sonja Henie                                                                 | Megan Taylor                                                                | Liselotte Landbeck                                                          | [ 26 ] |
| 1935       | Viena                                                                       | Sonja Henie                                                                 | Cecilia Colledge                                                            | Vivi-Anne Hultén                                                            | [ 26 ] |
| 1936       | Paris                                                                       | Sonja Henie                                                                 | Megan Taylor                                                                | Vivi-Anne Hultén                                                            | [ 26 ] |
| 1937       | Londra                                                                      | Cecilia Colledge                                                            | Megan Taylor                                                                | Vivi-Anne Hultén                                                            | [ 26 ] |
| 1938       | Stockholm                                                                   | Megan Taylor                                                                | Cecilia Colledge                                                            | Hedy Stenuf                                                                 | [ 26 ] |
| 1939       | Praga                                                                       | Megan Taylor                                                                | Hedy Stenuf                                                                 | Daphne Walker                                                               | [ 26 ] |
| 1940– 1946 | Competiția nu a fost organizată din cauza celui de-Al Doilea Război Mondial | Competiția nu a fost organizată din cauza celui de-Al Doilea Război Mondial | Competiția nu a fost organizată din cauza celui de-Al Doilea Război Mondial | Competiția nu a fost organizată din cauza celui de-Al Doilea Război Mondial | [ 26 ] |
| 1947       | Stockholm                                                                   | Barbara Ann Scott                                                           | Daphne Walker                                                               | Gretchen Merrill                                                            | [ 26 ] |
| 1948       | Davos                                                                       | Barbara Ann Scott                                                           | Eva Pawlik                                                                  | Jiřina Nekolová                                                             | [ 26 ] |
| 1949       | Paris                                                                       | Alena Vrzáňová                                                              | Yvonne Sherman                                                              | Jeannette Altwegg                                                           | [ 26 ] |
| 1950       | Londra                                                                      | Alena Vrzáňová                                                              | Jeannette Altwegg                                                           | Yvonne Sherman                                                              | [ 26 ] |
| 1951       | Milano                                                                      | Jeannette Altwegg                                                           | Jacqueline du Bief                                                          | Sonya Klopfer                                                               | [ 26 ] |
| 1952       | Paris                                                                       | Jacqueline du Bief                                                          | Sonya Klopfer                                                               | Virginia Baxter                                                             | [ 26 ] |
| 1953       | Davos                                                                       | Tenley Albright                                                             | Gundi Busch                                                                 | Valda Osborn                                                                | [ 26 ] |
| 1954       | Oslo                                                                        | Gundi Busch                                                                 | Tenley Albright                                                             | Erica Batchelor                                                             | [ 26 ] |
| 1955       | Viena                                                                       | Tenley Albright                                                             | Carol Heiss                                                                 | Hanna Eigel                                                                 | [ 26 ] |
| 1956       | Garmisch-Partenkirchen                                                      | Carol Heiss                                                                 | Tenley Albright                                                             | Ingrid Wendl                                                                | [ 26 ] |
| 1957       | Colorado Springs                                                            | Carol Heiss                                                                 | Hanna Eigel                                                                 | Ingrid Wendl                                                                | [ 26 ] |
| 1958       | Paris                                                                       | Carol Heiss                                                                 | Ingrid Wendl                                                                | Hanna Walter                                                                | [ 26 ] |
| 1959       | Colorado Springs                                                            | Carol Heiss                                                                 | Hanna Walter                                                                | Sjoukje Dijkstra                                                            | [ 26 ] |
| 1960       | Vancouver                                                                   | Carol Heiss                                                                 | Sjoukje Dijkstra                                                            | Barbara Ann Roles                                                           | [ 26 ] |
| 1961       | Praga                                                                       | Competiție anulată din cauza prăbușirii zborului Sabena 548                 | Competiție anulată din cauza prăbușirii zborului Sabena 548                 | Competiție anulată din cauza prăbușirii zborului Sabena 548                 | [ 26 ] |
| 1962       | Praga                                                                       | Sjoukje Dijkstra                                                            | Wendy Griner                                                                | Regine Heitzer                                                              | [ 26 ] |
| 1963       | Cortina d'Ampezzo                                                           | Sjoukje Dijkstra                                                            | Regine Heitzer                                                              | Nicole Hassler                                                              | [ 26 ] |
| 1964       | Dortmund                                                                    | Sjoukje Dijkstra                                                            | Regine Heitzer                                                              | Petra Burka                                                                 | [ 26 ] |
| 1965       | Colorado Springs                                                            | Petra Burka                                                                 | Regine Heitzer                                                              | Peggy Fleming                                                               | [ 26 ] |
| 1966       | Davos                                                                       | Peggy Fleming                                                               | Gabriele Seyfert                                                            | Petra Burka                                                                 | [ 26 ] |
| 1967       | Viena                                                                       | Peggy Fleming                                                               | Gabriele Seyfert                                                            | Hana Mašková                                                                | [ 26 ] |
| 1968       | Geneva                                                                      | Peggy Fleming                                                               | Gabriele Seyfert                                                            | Hana Mašková                                                                | [ 26 ] |
| 1969       | Colorado Springs                                                            | Gabriele Seyfert                                                            | Beatrix Schuba                                                              | Zsuzsa Almássy                                                              | [ 26 ] |
| 1970       | Ljubljana                                                                   | Gabriele Seyfert                                                            | Beatrix Schuba                                                              | Julie Lynn Holmes                                                           | [ 26 ] |
| 1971       | Lyon                                                                        | Beatrix Schuba                                                              | Julie Lynn Holmes                                                           | Karen Magnussen                                                             | [ 26 ] |
| 1972       | Calgary                                                                     | Beatrix Schuba                                                              | Karen Magnussen                                                             | Janet Lynn                                                                  | [ 26 ] |
| 1973       | Bratislava                                                                  | Karen Magnussen                                                             | Janet Lynn                                                                  | Christine Errath                                                            | [ 26 ] |
| 1974       | München                                                                     | Christine Errath                                                            | Dorothy Hamill                                                              | Dianne de Leeuw                                                             | [ 26 ] |
| 1975       | Colorado Springs                                                            | Dianne de Leeuw                                                             | Dorothy Hamill                                                              | Christine Errath                                                            | [ 26 ] |
| 1976       | Göteborg                                                                    | Dorothy Hamill                                                              | Christine Errath                                                            | Dianne de Leeuw                                                             | [ 26 ] |
| 1977       | Tokyo                                                                       | Linda Fratianne                                                             | Anett Pötzsch                                                               | Dagmar Lurz                                                                 | [ 26 ] |
| 1978       | Ottawa                                                                      | Anett Pötzsch                                                               | Linda Fratianne                                                             | Susanna Driano                                                              | [ 26 ] |
| 1979       | Viena                                                                       | Linda Fratianne                                                             | Anett Pötzsch                                                               | Emi Watanabe                                                                | [ 26 ] |
| 1980       | Dortmund                                                                    | Anett Pötzsch                                                               | Dagmar Lurz                                                                 | Linda Fratianne                                                             | [ 26 ] |
| 1981       | Hartford                                                                    | Denise Biellmann                                                            | Elaine Zayak                                                                | Claudia Kristofics-Binder                                                   | [ 26 ] |
| 1982       | Copenhaga                                                                   | Elaine Zayak                                                                | Katarina Witt                                                               | Claudia Kristofics-Binder                                                   | [ 26 ] |
| 1983       | Helsinki                                                                    | Rosalynn Sumners                                                            | Claudia Leistner                                                            | Elena Vodorezova                                                            | [ 26 ] |
| 1984       | Ottawa                                                                      | Katarina Witt                                                               | Anna Kondrașova                                                             | Elaine Zayak                                                                | [ 26 ] |
| 1985       | Tokyo                                                                       | Katarina Witt                                                               | Kira Ivanova                                                                | Tiffany Chin                                                                | [ 26 ] |
| 1986       | Geneva                                                                      | Debi Thomas                                                                 | Katarina Witt                                                               | Tiffany Chin                                                                | [ 26 ] |
| 1987       | Cincinnati                                                                  | Katarina Witt                                                               | Debi Thomas                                                                 | Caryn Kadavy                                                                | [ 26 ] |
| 1988       | Budapesta                                                                   | Katarina Witt                                                               | Elizabeth Manley                                                            | Debi Thomas                                                                 | [ 26 ] |
| 1989       | Paris                                                                       | Midori Ito                                                                  | Claudia Leistner                                                            | Jill Trenary                                                                | [ 26 ] |
| 1990       | Halifax                                                                     | Jill Trenary                                                                | Midori Ito                                                                  | Holly Cook                                                                  | [ 26 ] |
| 1991       | München                                                                     | Kristi Yamaguchi                                                            | Tonya Harding                                                               | Nancy Kerrigan                                                              | [ 26 ] |
| 1992       | Oakland                                                                     | Kristi Yamaguchi                                                            | Nancy Kerrigan                                                              | Chen Lu                                                                     | [ 26 ] |
| 1993       | Praga                                                                       | Oksana Baiul                                                                | Surya Bonaly                                                                | Chen Lu                                                                     | [ 26 ] |
| 1994       | Chiba                                                                       | Yuka Sato                                                                   | Surya Bonaly                                                                | Tanja Szewczenko                                                            | [ 26 ] |
| 1995       | Birmingham                                                                  | Chen Lu                                                                     | Surya Bonaly                                                                | Nicole Bobek                                                                | [ 26 ] |
| 1996       | Edmonton                                                                    | Michelle Kwan                                                               | Chen Lu                                                                     | Irina Sluțkaia                                                              | [ 26 ] |
| 1997       | Lausanne                                                                    | Tara Lipinski                                                               | Michelle Kwan                                                               | Vanessa Gusmeroli                                                           | [ 26 ] |
| 1998       | Minneapolis                                                                 | Michelle Kwan                                                               | Irina Sluțkaia                                                              | Maria Butîrskaia                                                            | [ 26 ] |
| 1999       | Helsinki                                                                    | Maria Butîrskaia                                                            | Michelle Kwan                                                               | Iulia Soldatova                                                             | [ 26 ] |
| 2000       | Nisa                                                                        | Michelle Kwan                                                               | Irina Sluțkaia                                                              | Maria Butîrskaia                                                            | [ 26 ] |
| 2001       | Vancouver                                                                   | Michelle Kwan                                                               | Irina Sluțkaia                                                              | Sarah Hughes                                                                | [ 2 ]  |
| 2002       | Nagano                                                                      | Irina Sluțkaia                                                              | Michelle Kwan                                                               | Fumie Suguri                                                                | [ 3 ]  |
| 2003       | Washington, D.C.                                                            | Michelle Kwan                                                               | Elena Sokolova                                                              | Fumie Suguri                                                                | [ 4 ]  |
| 2004       | Dortmund                                                                    | Shizuka Arakawa                                                             | Sasha Cohen                                                                 | Michelle Kwan                                                               | [ 5 ]  |
| 2005       | Moscova                                                                     | Irina Sluțkaia                                                              | Sasha Cohen                                                                 | Carolina Kostner                                                            | [ 6 ]  |
| 2006       | Calgary                                                                     | Kimmie Meissner                                                             | Fumie Suguri                                                                | Sasha Cohen                                                                 | [ 7 ]  |
| 2007       | Tokyo                                                                       | Miki Ando                                                                   | Mao Asada                                                                   | Yuna Kim                                                                    | [ 8 ]  |
| 2008       | Göteborg                                                                    | Mao Asada                                                                   | Carolina Kostner                                                            | Yuna Kim                                                                    | [ 9 ]  |
| 2009       | Los Angeles                                                                 | Yuna Kim                                                                    | Joannie Rochette                                                            | Miki Ando                                                                   | [ 10 ] |
| 2010       | Torino                                                                      | Mao Asada                                                                   | Yuna Kim                                                                    | Laura Lepistö                                                               | [ 11 ] |
| 2011       | Moscova                                                                     | Miki Ando                                                                   | Yuna Kim                                                                    | Carolina Kostner                                                            | [ 12 ] |
| 2012       | Nisa                                                                        | Carolina Kostner                                                            | Alena Leonova                                                               | Akiko Suzuki                                                                | [ 13 ] |
| 2013       | London                                                                      | Yuna Kim                                                                    | Carolina Kostner                                                            | Mao Asada                                                                   | [ 14 ] |
| 2014       | Saitama                                                                     | Mao Asada                                                                   | Iulia Lipnițkaia                                                            | Carolina Kostner                                                            | [ 15 ] |
| 2015       | Shanghai                                                                    | Elizaveta Tuktamîșeva                                                       | Satoko Miyahara                                                             | Elena Radionova                                                             | [ 16 ] |
| 2016       | Boston                                                                      | Evghenia Medvedeva                                                          | Ashley Wagner                                                               | Anna Pogorilaia                                                             | [ 17 ] |
| 2017       | Helsinki                                                                    | Evghenia Medvedeva                                                          | Kaetlyn Osmond                                                              | Gabrielle Daleman                                                           | [ 18 ] |
| 2018       | Milano                                                                      | Kaetlyn Osmond                                                              | Wakaba Higuchi                                                              | Satoko Miyahara                                                             | [ 19 ] |
| 2019       | Saitama                                                                     | Alina Zaghitova                                                             | Elizabet Tursinbaeva                                                        | Evghenia Medvedeva                                                          | [ 20 ] |
| 2020       | Montreal                                                                    | Competiție anulată din cauza pandemiei de COVID-19                          | Competiție anulată din cauza pandemiei de COVID-19                          | Competiție anulată din cauza pandemiei de COVID-19                          | [ 21 ] |
| 2021       | Stockholm                                                                   | FSR Anna Șcerbakova                                                         | FSR Elizaveta Tuktamîșeva                                                   | FSR Alexandra Trusova                                                       | [ 22 ] |
| 2022       | Montpellier                                                                 | Kaori Sakamoto                                                              | Loena Hendrickx                                                             | Alysa Liu                                                                   | [ 23 ] |
| 2023       | Saitama                                                                     | Kaori Sakamoto                                                              | Lee Hae-in                                                                  | Loena Hendrickx                                                             | [ 24 ] |
| 2024       | Montreal                                                                    | Kaori Sakamoto                                                              | Isabeau Levito                                                              | Kim Chae-yeon                                                               | [ 25 ] |
| 2025       | Boston                                                                      |                                                                             |                                                                             |                                                                             |        |
| 2026       | Praga                                                                       |                                                                             |                                                                             |                                                                             |        |

### Perechi
| An         | Oraș gazdă                                                   | Aur                                                          | Argint                                                       | Bronz                                                        | Ref.   |
| 1908       | St. Petersburg                                               | Anna Hübler Heinrich Burger                                  | Phyllis Johnson James H. Johnson                             | Lidia Popova Alexander L. Fischer                            | [ 27 ] |
| 1909       | Stockholm                                                    | Phyllis Johnson James H. Johnson                             | Valborg Lindahl Nils Rosenius                                | Gertrud Ström Richard Johansson                              | [ 27 ] |
| 1910       | Berlin                                                       | Anna Hübler Heinrich Burger                                  | Ludowika Eilers Walter Jakobsson                             | Phyllis Johnson James H. Johnson                             | [ 27 ] |
| 1911       | Viena                                                        | Ludowika Eilers Walter Jakobsson                             | Nu au fost alți participanți                                 | Nu au fost alți participanți                                 | [ 27 ] |
| 1912       | Manchester                                                   | Phyllis Johnson James H. Johnson                             | Ludowika Jakobsson-Eilers Walter Jakobsson                   | Alexia Schøien Yngvar Bryn                                   | [ 27 ] |
| 1913       | Stockholm                                                    | Helene Engelmann Karl Mejstrik                               | Ludowika Jakobsson-Eilers Walter Jakobsson                   | Christa von Szabó Leo Horwitz                                | [ 27 ] |
| 1914       | St. Moritz                                                   | Ludowika Jakobsson-Eilers Walter Jakobsson                   | Helene Engelmann Karl Mejstrik                               | Christa von Szabó Leo Horwitz                                | [ 27 ] |
| 1915– 1921 | Nu s-a organizat din cauza Primului Război Mondial           | Nu s-a organizat din cauza Primului Război Mondial           | Nu s-a organizat din cauza Primului Război Mondial           | Nu s-a organizat din cauza Primului Război Mondial           | [ 27 ] |
| 1922       | Davos                                                        | Helene Engelmann Alfred Berger                               | Ludowika Jakobsson-Eilers Walter Jakobsson                   | Margaret Metzner Paul Metzner                                | [ 27 ] |
| 1923       | Kristiania                                                   | Ludowika Jakobsson-Eilers Walter Jakobsson                   | Alexia Bryn-Schøien Yngvar Bryn                              | Elna Henrikson Kaj af Ekström                                | [ 27 ] |
| 1924       | Manchester                                                   | Helene Engelmann Alfred Berger                               | Ethel Muckelt John F. Page                                   | Elna Henrikson Kaj af Ekström                                | [ 27 ] |
| 1925       | Viena                                                        | Herma Szabo Ludwig Wrede                                     | Andrée Joly Pierre Brunet                                    | Lilly Scholz Otto Kaiser                                     | [ 27 ] |
| 1926       | Berlin                                                       | Andrée Joly Pierre Brunet                                    | Lilly Scholz Otto Kaiser                                     | Herma Szabo Ludwig Wrede                                     | [ 27 ] |
| 1927       | Viena                                                        | Herma Szabo Ludwig Wrede                                     | Lilly Scholz Otto Kaiser                                     | Else Hoppe Oscar Hoppe                                       | [ 27 ] |
| 1928       | Londra                                                       | Andrée Joly Pierre Brunet                                    | Lilly Scholz Otto Kaiser                                     | Melitta Brunner Ludwig Wrede                                 | [ 27 ] |
| 1929       | Budapesta                                                    | Lilly Scholz Otto Kaiser                                     | Melitta Brunner Ludwig Wrede                                 | Olga Orgonista Sándor Szalay                                 | [ 27 ] |
| 1930       | New York City                                                | Andrée Brunet Pierre Brunet                                  | Melitta Brunner Ludwig Wrede                                 | Beatrix Loughran Sherwin Badger                              | [ 27 ] |
| 1931       | Berlin                                                       | Emília Rotter László Szollás                                 | Olga Orgonista Sándor Szalay                                 | Idi Papez Karl Zwack                                         | [ 27 ] |
| 1932       | Montreal                                                     | Andrée Brunet Pierre Brunet                                  | Emília Rotter László Szollás                                 | Beatrix Loughran Sherwin Badger                              | [ 27 ] |
| 1933       | Stockholm                                                    | Emília Rotter László Szollás                                 | Idi Papez Karl Zwack                                         | Randi Bakke Christen Christensen                             | [ 27 ] |
| 1934       | Helsinki                                                     | Emília Rotter László Szollás                                 | Idi Papez Karl Zwack                                         | Maxi Herber Ernst Baier                                      | [ 27 ] |
| 1935       | Budapesta                                                    | Emília Rotter László Szollás                                 | Ilse Pausin Erik Pausin                                      | Lucy Galló Rezső Dillinger                                   | [ 27 ] |
| 1936       | Paris                                                        | Maxi Herber Ernst Baier                                      | Ilse Pausin Erik Pausin                                      | Violet Cliff Leslie Cliff                                    | [ 27 ] |
| 1937       | Londra                                                       | Maxi Herber Ernst Baier                                      | Ilse Pausin Erik Pausin                                      | Violet Cliff Leslie Cliff                                    | [ 27 ] |
| 1938       | Berlin                                                       | Maxi Herber Ernst Baier                                      | Ilse Pausin Erik Pausin                                      | Inge Koch Günther Noack                                      | [ 27 ] |
| 1939       | Budapesta                                                    | Maxi Herber Ernst Baier                                      | Ilse Pausin Erik Pausin                                      | Inge Koch Günther Noack                                      | [ 27 ] |
| 1940– 1946 | Nu s-a organizat din cauza celui de-Al Doilea Război Mondial | Nu s-a organizat din cauza celui de-Al Doilea Război Mondial | Nu s-a organizat din cauza celui de-Al Doilea Război Mondial | Nu s-a organizat din cauza celui de-Al Doilea Război Mondial | [ 27 ] |
| 1947       | Stockholm                                                    | Micheline Lannoy Pierre Baugniet                             | Karol Kennedy Peter Kennedy                                  | Suzanne Diskeuve Edmond Verbustel                            | [ 27 ] |
| 1948       | Davos                                                        | Micheline Lannoy Pierre Baugniet                             | Andrea Kékesy Ede Király                                     | Suzanne Morrow Wallace Diestelmeyer                          | [ 27 ] |
| 1949       | Paris                                                        | Andrea Kékesy Ede Király                                     | Karol Kennedy Peter Kennedy                                  | Ann Davies Carleton Hoffner                                  | [ 27 ] |
| 1950       | Londra                                                       | Karol Kennedy Peter Kennedy                                  | Jennifer Nicks John Nicks                                    | Marianne Nagy László Nagy                                    | [ 27 ] |
| 1951       | Milano                                                       | Ria Baran Paul Falk                                          | Karol Kennedy Peter Kennedy                                  | Jennifer Nicks John Nicks                                    | [ 27 ] |
| 1952       | Paris                                                        | Ria Baran Paul Falk                                          | Karol Kennedy Peter Kennedy                                  | Jennifer Nicks John Nicks                                    | [ 27 ] |
| 1953       | Davos                                                        | Jennifer Nicks John Nicks                                    | Frances Dafoe Norris Bowden                                  | Marianne Nagy László Nagy                                    | [ 27 ] |
| 1954       | Oslo                                                         | Frances Dafoe Norris Bowden                                  | Silvia Grandjean Michel Grandjean                            | Sissy Schwarz Kurt Oppelt                                    | [ 27 ] |
| 1955       | Viena                                                        | Frances Dafoe Norris Bowden                                  | Sissy Schwarz Kurt Oppelt                                    | Marianne Nagy László Nagy                                    | [ 27 ] |
| 1956       | Garmisch-Partenkirchen                                       | Sissy Schwarz Kurt Oppelt                                    | Frances Dafoe Norris Bowden                                  | Marika Kilius Franz Ningel                                   | [ 27 ] |
| 1957       | Colorado Springs                                             | Barbara Wagner Robert Paul                                   | Marika Kilius Franz Ningel                                   | Maria Jelinek Otto Jelinek                                   | [ 27 ] |
| 1958       | Paris                                                        | Barbara Wagner Robert Paul                                   | Věra Suchánková Zdeněk Doležal                               | Maria Jelinek Otto Jelinek                                   | [ 27 ] |
| 1959       | Colorado Springs                                             | Barbara Wagner Robert Paul                                   | Marika Kilius Hans-Jürgen Bäumler                            | Nancy Ludington Ronald Ludington                             | [ 27 ] |
| 1960       | Vancouver                                                    | Barbara Wagner Robert Paul                                   | Maria Jelinek Otto Jelinek                                   | Marika Kilius Hans-Jürgen Bäumler                            | [ 27 ] |
| 1961       | Prague                                                       | Competiție anulată din cauza prăbușirii zborului Sabena 548  | Competiție anulată din cauza prăbușirii zborului Sabena 548  | Competiție anulată din cauza prăbușirii zborului Sabena 548  | [ 27 ] |
| 1962       | Praga                                                        | Maria Jelinek Otto Jelinek                                   | Ludmila Belousova Oleg Protopopov                            | Margret Göbl Franz Ningel                                    | [ 27 ] |
| 1963       | Cortina d'Ampezzo                                            | Marika Kilius Hans-Jürgen Bäumler                            | Ludmila Belousova Oleg Protopopov                            | Tatiana Juk Aleksandr Gavrilov                               | [ 27 ] |
| 1964       | Dortmund                                                     | Marika Kilius Hans-Jürgen Bäumler                            | Ludmila Belousova Oleg Protopopov                            | Debbi Wilkes Guy Revell                                      | [ 27 ] |
| 1965       | Colorado Springs                                             | Ludmila Belousova Oleg Protopopov                            | Vivian Joseph Ronald Joseph                                  | Tatiana Juk Aleksandr Gorelik                                | [ 27 ] |
| 1966       | Davos                                                        | Ludmila Belousova Oleg Protopopov                            | Tatiana Juk Aleksandr Gorelik                                | Cynthia Kauffman Ronald Kauffman                             | [ 27 ] |
| 1967       | Viena                                                        | Ludmila Belousova Oleg Protopopov                            | Margot Glockshuber Wolfgang Danne                            | Cynthia Kauffman Ronald Kauffman                             | [ 27 ] |
| 1968       | Geneva                                                       | Ludmila Belousova Oleg Protopopov                            | Tatiana Juk Aleksandr Gorelik                                | Cynthia Kauffman Ronald Kauffman                             | [ 27 ] |
| 1969]      | Colorado Springs                                             | Irina Rodnina Aleksei Ulanov                                 | Tamara Moskvina Aleksei Mișin                                | Ludmila Belousova Oleg Protopopov                            | [ 27 ] |
| 1970       | Ljubljana                                                    | Irina Rodnina Aleksei Ulanov                                 | Liudmila Smirnova Andrei Suraikin                            | Heidemarie Steiner Heinz-Ulrich Walther                      | [ 27 ] |
| 1971       | Lyon                                                         | Irina Rodnina Aleksei Ulanov                                 | Liudmila Smirnova Andrei Suraikin                            | JoJo Starbuck Kenneth Shelley                                | [ 27 ] |
| 1972       | Calgary                                                      | Irina Rodnina Aleksei Ulanov                                 | Liudmila Smirnova Andrei Suraikin                            | JoJo Starbuck Kenneth Shelley                                | [ 27 ] |
| 1973       | Bratislava                                                   | Irina Rodnina Aleksander Zaițev                              | Liudmila Smirnova Aleksei Ulanov                             | Manuela Groß Uwe Kagelmann                                   | [ 27 ] |
| 1974       | München                                                      | Irina Rodnina Aleksandr Zaițev                               | Liudmila Smirnova Aleksei Ulanov                             | Romy Kermer Rolf Oesterreich                                 | [ 27 ] |
| 1975       | Colorado Springs                                             | Irina Rodnina Aleksandr Zaițev                               | Romy Kermer Rolf Oesterreich                                 | Manuela Groß Uwe Kagelmann                                   | [ 27 ] |
| 1976       | Göteborg                                                     | Irina Rodnina Aleksandr Zaițev                               | Romy Kermer Rolf Oesterreich                                 | Irina Vorobieva Aleksandr Vlasov                             | [ 27 ] |
| 1977       | Tokyo                                                        | Irina Rodnina Aleksandr Zaițev                               | Irina Vorobieva Aleksandr Vlasov                             | Tai Babilonia Randy Gardner                                  | [ 27 ] |
| 1978       | Ottawa                                                       | Irina Rodnina Aleksandr Zaițev                               | Manuela Mager Uwe Bewersdorf                                 | Tai Babilonia Randy Gardner                                  | [ 27 ] |
| 1979       | Viena                                                        | Tai Babilonia Randy Gardner                                  | Marina Cerkasova Serghei Șahrai                              | Sabine Baeß Tassilo Thierbach                                | [ 27 ] |
| 1980       | Dortmund                                                     | Marina Cerkasova Serghei Șahrai                              | Manuela Mager Uwe Bewersdorf                                 | Marina Pestova Stanislav Leonovici                           | [ 27 ] |
| 1981       | Hartford                                                     | Irina Vorobieva Igor Lisovski                                | Sabine Baeß Tassilo Thierbach                                | Christina Riegel Andreas Nischwitz                           | [ 27 ] |
| 1982       | Copenhaga                                                    | Sabine Baeß Tassilo Thierbach                                | Marina Pestova Stanislav Leonovici                           | Caitlin Carruthers Peter Carruthers                          | [ 27 ] |
| 1983       | Helsinki                                                     | Elena Valova Oleg Vasiliev                                   | Sabine Baeß Tassilo Thierbach                                | Barbara Underhill Paul Martini                               | [ 27 ] |
| 1984       | Ottawa                                                       | Barbara Underhill Paul Martini                               | Elena Valova Oleg Vasiliev                                   | Sabine Baeß Tassilo Thierbach                                | [ 27 ] |
| 1985       | Tokyo                                                        | Elena Valova Oleg Vasiliev                                   | Larisa Selezneva Oleg Makarov                                | Katherina Matousek Lloyd Eisler                              | [ 27 ] |
| 1986       | Geneva                                                       | Ekaterina Gordeeva Serghei Grinkov                           | Elena Valova Oleg Vasiliev                                   | Cynthia Coull Mark Rowsom                                    | [ 27 ] |
| 1987       | Cincinnati                                                   | Ekaterina Gordeeva Serghei Grinkov                           | Elena Valova Oleg Vasiliev                                   | Jill Watson Peter Oppegard                                   | [ 27 ] |
| 1988       | Budapesta                                                    | Elena Valova Oleg Vasiliev                                   | Ekaterina Gordeeva Serghei Grinkov                           | Larisa Selezneva Oleg Makarov                                | [ 27 ] |
| 1989       | Paris                                                        | Ekaterina Gordeeva Serghei Grinkov                           | Cindy Landry Lyndon Johnston                                 | Elena Behke Denis Petrov                                     | [ 27 ] |
| 1990       | Halifax                                                      | Ekaterina Gordeeva Serghei Grinkov                           | Isabelle Brasseur Lloyd Eisler                               | Natalia Mișkutionok Artur Dmitriev                           | [ 27 ] |
| 1991       | München                                                      | Natalia Mișkutionok Artur Dmitriev                           | Isabelle Brasseur Lloyd Eisler                               | Natasha Kuchiki Todd Sand                                    | [ 27 ] |
| 1992       | Oakland                                                      | Natalia Mișkutionok Artur Dmitriev                           | Radka Kovaříková René Novotný                                | Isabelle Brasseur Lloyd Eisler                               | [ 27 ] |
| 1993       | Praga                                                        | Isabelle Brasseur Lloyd Eisler                               | Mandy Wötzel Ingo Steuer                                     | Evghenia Șișkova Vadim Naumov                                | [ 27 ] |
| 1994       | Chiba                                                        | Evghenia Șișkova Vadim Naumov                                | Isabelle Brasseur Lloyd Eisler                               | Marina Elțova Andrei Bușkov                                  | [ 27 ] |
| 1995       | Birmingham                                                   | Radka Kovaříková René Novotný                                | Evghenia Șișkova Vadim Naumov                                | Jenni Meno Todd Sand                                         | [ 27 ] |
| 1996       | Edmonton                                                     | Marina Elțova Andrei Bușkov                                  | Mandy Wötzel Ingo Steuer                                     | Jenni Meno Todd Sand                                         | [ 27 ] |
| 1997       | Lausanne                                                     | Mandy Wötzel Ingo Steuer                                     | Marina Elțova Andrei Bușkov                                  | Oksana Kazakova Artur Dmitriev                               | [ 27 ] |
| 1998       | Minneapolis                                                  | Elena Berejnaia Anton Siharulidze                            | Jenni Meno Todd Sand                                         | Peggy Schwarz Mirko Müller                                   | [ 27 ] |
| 1999       | Helsinki                                                     | Elena Berejnaia Anton Siharulidze                            | Shen Xue Zhao Hongbo                                         | Dorota Zagórska Mariusz Siudek                               | [ 27 ] |
| 2000       | Nisa                                                         | Maria Petrova Aleksei Tihonov                                | Shen Xue Zhao Hongbo                                         | Sarah Abitbol Stéphane Bernadis                              | [ 27 ] |
| 2001       | Vancouver                                                    | Jamie Salé David Pelletier                                   | Elena Berejnaia Anton Siharulidze                            | Shen Xue Zhao Hongbo                                         | [ 2 ]  |
| 2002       | Nagano                                                       | Shen Xue Zhao Hongbo                                         | Tatiana Totmianina Maksim Marinin                            | Kyoko Ina John Zimmerman                                     | [ 3 ]  |
| 2003       | Washington, D.C.                                             | Shen Xue Zhao Hongbo                                         | Tatiana Totmianina Maksim Marinin                            | Maria Petrova Aleksei Tihonov                                | [ 4 ]  |
| 2004       | Dortmund                                                     | Tatiana Totmianina Maksim Marinin                            | Shen Xue Zhao Hongbo                                         | Pang Qing Tong Jian                                          | [ 5 ]  |
| 2005       | Moscova                                                      | Tatiana Totmianina Maksim Marinin                            | Maria Petrova Aleksei Tihonov                                | Zhang Dan Zhang Hao                                          | [ 6 ]  |
| 2006       | Calgary                                                      | Pang Qing Tong Jian                                          | Zhang Dan Zhang Hao                                          | Maria Petrova Aleksei Tihonov                                | [ 7 ]  |
| 2007       | Tokyo                                                        | Shen Xue Zhao Hongbo                                         | Pang Qing Tong Jian                                          | Aliona Savchenko Robin Szolkowy                              | [ 8 ]  |
| 2008       | Göteborg                                                     | Aliona Savchenko Robin Szolkowy                              | Zhang Dan Zhang Hao                                          | Jessica Dubé Bryce Davison                                   | [ 9 ]  |
| 2009       | Los Angeles                                                  | Aliona Savchenko Robin Szolkowy                              | Zhang Dan Zhang Hao                                          | Yuko Kavaguti Alexander Smirnov                              | [ 10 ] |
| 2010       | Torino                                                       | Pang Qing Tong Jian                                          | Aliona Savchenko Robin Szolkowy                              | Yuko Kavaguti Aleksandr Smirnov                              | [ 11 ] |
| 2011       | Moscova                                                      | Aliona Savchenko Robin Szolkowy                              | Tatiana Volosojar Maksim Trankov                             | Pang Qing Tong Jian                                          | [ 12 ] |
| 2012       | Nisa                                                         | Aliona Savchenko Robin Szolkowy                              | Tatiana Volosojar Maksim Trankov                             | Narumi Takahashi Mervin Tran                                 | [ 13 ] |
| 2013       | London                                                       | Tatiana Volosojar Maksim Trankov                             | Aliona Savchenko Robin Szolkowy                              | Meagan Duhamel Eric Radford                                  | [ 14 ] |
| 2014       | Saitama                                                      | Aliona Savchenko Robin Szolkowy                              | Ksenia Stolbova Fedor Klimov                                 | Meagan Duhamel Eric Radford                                  | [ 15 ] |
| 2015       | Shanghai                                                     | Meagan Duhamel Eric Radford                                  | Sui Wenjing Han Cong                                         | Pang Qing Tong Jian                                          | [ 16 ] |
| 2016       | Boston                                                       | Meagan Duhamel Eric Radford                                  | Sui Wenjing Han Cong                                         | Aliona Savchenko Bruno Massot                                | [ 17 ] |
| 2017       | Helsinki                                                     | Sui Wenjing Han Cong                                         | Aliona Savchenko Bruno Massot                                | Evghenia Tarasova Vladimir Morozov                           | [ 18 ] |
| 2018       | Milano                                                       | Aljona Savchenko Bruno Massot                                | Evghenia Tarasova Vladimir Morozov                           | Vanessa James Morgan Ciprès                                  | [ 19 ] |
| 2019       | Saitama                                                      | Sui Wenjing Han Cong                                         | Evghenia Tarasova Vladimir Morozov                           | Natalia Zabiiako Aleksandr Enbert                            | [ 20 ] |
| 2020       | Montreal                                                     | Competiție anulată din cauza pandemiei de COVID-19           | Competiție anulată din cauza pandemiei de COVID-19           | Competiție anulată din cauza pandemiei de COVID-19           | [ 21 ] |
| 2021       | Stockholm                                                    | FSR Anastasia Mișina Aleksandr Galliamov                     | Sui Wenjing Han Cong                                         | FSR Aleksandra Boikova Dmitrii Kozlovskii                    | [ 22 ] |
| 2022       | Montpellier                                                  | Alexa Knierim Brandon Frazier                                | Riku Miura Ryuichi Kihara                                    | Vanessa James Eric Radford                                   | [ 23 ] |
| 2023       | Saitama                                                      | Riku Miura Ryuichi Kihara                                    | Alexa Knierim Brandon Frazier                                | Sara Conti Niccolò Macii                                     | [ 24 ] |
| 2024       | Montreal                                                     | Deanna Stellato-Dudek Maxime Deschamps                       | Riku Miura Ryuichi Kihara                                    | Minerva Fabienne Hase Nikita Volodin                         | [ 25 ] |
| 2025       | Boston                                                       |                                                              |                                                              |                                                              |        |
| 2026       | Praga                                                        |                                                              |                                                              |                                                              |        |

### Dans
| An   | Oraș gazdă             | Aur                                                       | Argint                                                    | Bronz                                                     | Ref.   |
| 1952 | Paris                  | Jean Westwood Lawrence Demmy                              | Joan Dewhirst John Slater                                 | Carol Ann Peters Daniel Ryan                              | [ 28 ] |
| 1953 | Davos                  | Jean Westwood Lawrence Demmy                              | Joan Dewhirst John Slater                                 | Carol Ann Peters Daniel Ryan                              | [ 28 ] |
| 1954 | Oslo                   | Jean Westwood Lawrence Demmy                              | Nesta Davies Paul Thomas                                  | Carmel Bodel Edward Bodel                                 | [ 28 ] |
| 1955 | Viena                  | Jean Westwood Lawrence Demmy                              | Pamela Weight Paul Thomas                                 | Barbara Radford Raymond Lockwood                          | [ 28 ] |
| 1956 | Garmisch-Partenkirchen | Pamela Weight Paul Thomas                                 | June Markham Courtney Jones                               | Barbara Thompson Gerard Rigby                             | [ 28 ] |
| 1957 | Colorado Springs       | June Markham Courtney Jones                               | Geraldine Fenton William McLachlan                        | Sharon McKenzie Bert Wright                               | [ 28 ] |
| 1958 | Paris                  | June Markham Courtney Jones                               | Geraldine Fenton William McLachlan                        | Andree Anderson Donald Jacoby                             | [ 28 ] |
| 1959 | Colorado Springs       | Doreen Denny Courtney Jones                               | Andree Anderson Donald Jacoby                             | Geraldine Fenton William McLachlan                        | [ 28 ] |
| 1960 | Vancouver              | Doreen Denny Courtney Jones                               | Virginia Thompson William McLachlan                       | Christiane Guhel Jean Paul Guhel                          | [ 28 ] |
| 1961 | Praga                  | Competiție anulată în urma prăbușirii zborului Sabena 548 | Competiție anulată în urma prăbușirii zborului Sabena 548 | Competiție anulată în urma prăbușirii zborului Sabena 548 | [ 28 ] |
| 1962 | Praga                  | Eva Romanová Pavel Roman                                  | Christiane Guhel Jean Paul Guhel                          | Virginia Thompson William McLachlan                       | [ 28 ] |
| 1963 | Cortina d'Ampezzo      | Eva Romanová Pavel Roman                                  | Linda Shearman Michael Phillips                           | Paulette Doan Kenneth Ormsby                              | [ 28 ] |
| 1964 | Dortmund               | Eva Romanová Pavel Roman                                  | Paulette Doan Kenneth Ormsby                              | Janet Sawbridge David Hickinbottom                        | [ 28 ] |
| 1965 | Colorado Springs       | Eva Romanová Pavel Roman                                  | Janet Sawbridge David Hickinbottom                        | Lorna Dyer John Carrell                                   | [ 28 ] |
| 1966 | Davos                  | Diane Towler Bernard Ford                                 | Kristin Fortune Dennis Sveum                              | Lorna Dyer John Carrell                                   | [ 28 ] |
| 1967 | Viena                  | Diane Towler Bernard Ford                                 | Lorna Dyer John Carrell                                   | Yvonne Suddick Malcolm Cannon                             | [ 28 ] |
| 1968 | Geneva                 | Diane Towler Bernard Ford                                 | Yvonne Suddick Malcolm Cannon                             | Janet Sawbridge Jon Lane                                  | [ 28 ] |
| 1969 | Colorado Springs       | Diane Towler Bernard Ford                                 | Liudmila Pahomova Aleksandr Gorșkov                       | Judy Schwomeyer James Sladky                              | [ 28 ] |
| 1970 | Ljubljana              | Liudmila Pahomova Aleksandr Gorșkov                       | Judy Schwomeyer James Sladky                              | Angelika Buck Erich Buck                                  | [ 28 ] |
| 1971 | Lyon                   | Liudmila Pahomova Aleksandr Gorșkov                       | Angelika Buck Erich Buck                                  | Judy Schwomeyer James Sladky                              | [ 28 ] |
| 1972 | Calgary                | Liudmila Pahomova Aleksandr Gorșkov                       | Angelika Buck Erich Buck                                  | Judy Schwomeyer James Sladky                              | [ 28 ] |
| 1973 | Bratislava             | Liudmila Pahomova Aleksandr Gorșkov                       | Angelika Buck Erich Buck                                  | Hilary Green Glyn Watts                                   | [ 28 ] |
| 1974 | München                | Liudmila Pahomova Aleksandr Gorșkov                       | Hilary Green Glyn Watts                                   | Natalia Liniciuk Ghennadi Karponosov                      | [ 28 ] |
| 1975 | Colorado Springs       | Irina Moiseeva Andrei Minenkov                            | Colleen O'Connor James Millns                             | Hilary Green Glyn Watts                                   | [ 28 ] |
| 1976 | Göteborg               | Liudmila Pahomova Aleksandr Gorșkov                       | Irina Moiseeva Andrei Minenkov                            | Colleen O'Connor James Millns                             | [ 28 ] |
| 1977 | Tokyo                  | Irina Moiseeva Andrei Minenkov                            | Janet Thompson Warren Maxwell                             | Natalia Liniciuk Ghennadi Karponosov                      | [ 28 ] |
| 1978 | Ottawa                 | Natalia Liniciuk Ghennadi Karponosov                      | Irina Moiseeva Andrei Minenkov                            | Krisztina Regőczy András Sallay                           | [ 28 ] |
| 1979 | Viena                  | Natalia Liniciuk Ghennadi Karponosov                      | Krisztina Regőczy András Sallay                           | Irina Moiseeva Andrei Minenkov                            | [ 28 ] |
| 1980 | Dortmund               | Krisztina Regőczy András Sallay                           | Natalia Liniciuk Ghennadi Karponosov                      | Irina Moiseeva Andrei Minenkov                            | [ 28 ] |
| 1981 | Hartford               | Jayne Torvill Christopher Dean                            | Irina Moiseeva Andrei Minenkov                            | Natalia Bestemianova Andrei Bukin                         | [ 28 ] |
| 1982 | Copenhaga              | Jayne Torvill Christopher Dean                            | Natalia Bestemianova Andrei Bukin                         | Irina Moiseeva Andrei Minenkov                            | [ 28 ] |
| 1983 | Helsinki               | Jayne Torvill Christopher Dean                            | Natalia Bestemianova Andrei Bukin                         | Judy Blumberg Michael Seibert                             | [ 28 ] |
| 1984 | Ottawa                 | Jayne Torvill Christopher Dean                            | Natalia Bestemianova Andrei Bukin                         | Judy Blumberg Michael Seibert                             | [ 28 ] |
| 1985 | Tokyo                  | Natalia Bestemianova Andrei Bukin                         | Marina Klimova Serghei Ponomarenko                        | Judy Blumberg Michael Seibert                             | [ 28 ] |
| 1986 | Geneva                 | Natalia Bestemianova Andrei Bukin                         | Marina Klimova Serghei Ponomarenko                        | Tracy Wilson Robert McCall                                | [ 28 ] |
| 1987 | Cincinnati             | Natalia Bestemianova Andrei Bukin                         | Marina Klimova Serghei Ponomarenko                        | Tracy Wilson Robert McCall                                | [ 28 ] |
| 1988 | Budapesta              | Natalia Bestemianova Andrei Bukin                         | Marina Klimova Serghei Ponomarenko                        | Tracy Wilson Robert McCall                                | [ 28 ] |
| 1989 | Paris                  | Marina Klimova Serghei Ponomarenko                        | Maia Usova Aleksandr Julin                                | Isabelle Duchesnay Paul Duchesnay                         | [ 28 ] |
| 1990 | Halifax                | Marina Klimova Serghei Ponomarenko                        | Isabelle Duchesnay Paul Duchesnay                         | Maia Usova Aleksandr Julin                                | [ 28 ] |
| 1991 | München                | Isabelle Duchesnay Paul Duchesnay                         | Marina Klimova Serghei Ponomarenko                        | Maia Usova Aleksandr Julin                                | [ 28 ] |
| 1992 | Oakland                | Marina Klimova Serghei Ponomarenko                        | Maia Usova Aleksandr Julin                                | Oksana Grișuk Evgheni Platov                              | [ 28 ] |
| 1993 | Praga                  | Maia Usova Aleksandr Julin                                | Oksana Grișuk Evgheni Platov                              | Anjelika Krîlova Vladimir Fedorov                         | [ 28 ] |
| 1994 | Chiba                  | Oksana Grișuk Evgheni Platov                              | Sophie Moniotte Pascal Lavanchy                           | Susanna Rahkamo Petri Kokko                               | [ 28 ] |
| 1995 | Birmingham             | Oksana Grișuk Evgheni Platov                              | Susanna Rahkamo Petri Kokko                               | Sophie Moniotte Pascal Lavanchy                           | [ 28 ] |
| 1996 | Edmonton               | Oksana Grișuk Evgheni Platov                              | Anjelika Krîlova Oleg Ovsiannikov                         | Shae-Lynn Bourne Victor Kraatz                            | [ 28 ] |
| 1997 | Lausanne               | Oksana Grișuk Evgheni Platov                              | Anjelika Krîlova Oleg Ovsiannikov                         | Shae-Lynn Bourne Victor Kraatz                            | [ 28 ] |
| 1998 | Minneapolis            | Anjelika Krîlova Oleg Ovsiannikov                         | Marina Anissina Gwendal Peizerat                          | Shae-Lynn Bourne Victor Kraatz                            | [ 28 ] |
| 1999 | Helsinki               | Anjelika Krîlova Oleg Ovsiannikov                         | Marina Anissina Gwendal Peizerat                          | Shae-Lynn Bourne Victor Kraatz                            | [ 28 ] |
| 2000 | Nisa                   | Marina Anissina Gwendal Peizerat                          | Barbara Fusar-Poli Maurizio Margaglio                     | Margarita Drobiazko Povilas Vanagas                       | [ 28 ] |
| 2001 | Vancouver              | Barbara Fusar-Poli Maurizio Margaglio                     | Marina Anissina Gwendal Peizerat                          | Irina Lobaceva Ilia Averbuh                               | [ 2 ]  |
| 2002 | Nagano                 | Irina Lobaceva Ilia Averbuh                               | Shae-Lynn Bourne Victor Kraatz                            | Galit Chait Sergei Sakhnovski                             | [ 3 ]  |
| 2003 | Washington, D.C.       | Shae-Lynn Bourne Victor Kraatz                            | Irina Lobaceva Ilia Averbuh                               | Albena Denkova Maxim Staviski                             | [ 4 ]  |
| 2004 | Dortmund               | Tatiana Navka Roman Kostomarov                            | Albena Denkova Maxim Staviski                             | Kati Winkler René Lohse                                   | [ 5 ]  |
| 2005 | Moscova                | Tatiana Navka Roman Kostomarov                            | Tanith Belbin Benjamin Agosto                             | Elena Grușina Ruslan Goncearov                            | [ 6 ]  |
| 2006 | Calgary                | Albena Denkova Maxim Staviski                             | Marie-France Dubreuil Patrice Lauzon                      | Tanith Belbin Benjamin Agosto                             | [ 7 ]  |
| 2007 | Tokyo                  | Albena Denkova Maxim Staviski                             | Marie-France Dubreuil Patrice Lauzon                      | Tanith Belbin Benjamin Agosto                             | [ 8 ]  |
| 2008 | Göteborg               | Isabelle Delobel Olivier Schoenfelder                     | Tessa Virtue Scott Moir                                   | Jana Hohlova Serghei Novițki                              | [ 9 ]  |
| 2009 | Los Angeles            | Oksana Domnina Maksim Șabalin                             | Tanith Belbin Benjamin Agosto                             | Tessa Virtue Scott Moir                                   | [ 10 ] |
| 2010 | Torino                 | Tessa Virtue Scott Moir                                   | Meryl Davis Charlie White                                 | Federica Faiella Massimo Scali                            | [ 11 ] |
| 2011 | Moscova                | Meryl Davis Charlie White                                 | Tessa Virtue Scott Moir                                   | Maia Shibutani Alex Shibutani                             | [ 12 ] |
| 2012 | Nisa                   | Tessa Virtue Scott Moir                                   | Meryl Davis Charlie White                                 | Nathalie Péchalat Fabian Bourzat                          | [ 13 ] |
| 2013 | London                 | Meryl Davis Charlie White                                 | Tessa Virtue Scott Moir                                   | Ekaterina Bobrova Dmitri Soloviev                         | [ 14 ] |
| 2014 | Saitama                | Anna Cappellini Luca Lanotte                              | Kaitlyn Weaver Andrew Poje                                | Nathalie Péchalat Fabian Bourzat                          | [ 15 ] |
| 2015 | Shanghai               | Gabriella Papadakis Guillaume Cizeron                     | Madison Chock Evan Bates                                  | Kaitlyn Weaver Andrew Poje                                | [ 16 ] |
| 2016 | Boston                 | Gabriella Papadakis Guillaume Cizeron                     | Maia Shibutani Alex Shibutani                             | Madison Chock Evan Bates                                  | [ 17 ] |
| 2017 | Helsinki               | Tessa Virtue Scott Moir                                   | Gabriella Papadakis Guillaume Cizeron                     | Maia Shibutani Alex Shibutani                             | [ 18 ] |
| 2018 | Milano                 | Gabriella Papadakis Guillaume Cizeron                     | Madison Hubbell Zachary Donohue                           | Kaitlyn Weaver Andrew Poje                                | [ 19 ] |
| 2019 | Saitama                | Gabriella Papadakis Guillaume Cizeron                     | Victoria Sinițina Nikita Kațalapov                        | Madison Hubbell Zachary Donohue                           | [ 20 ] |
| 2020 | Montreal               | Ediție anulată din cauza pandemiei de COVID-19            | Ediție anulată din cauza pandemiei de COVID-19            | Ediție anulată din cauza pandemiei de COVID-19            | [ 21 ] |
| 2021 | Stockholm              | FSR Victoria Sinițina Nikita Kațalapov                    | Madison Hubbell Zachary Donohue                           | Piper Gilles Paul Poirier                                 | [ 22 ] |
| 2022 | Montpellier            | Gabriella Papadakis Guillaume Cizeron                     | Madison Hubbell Zachary Donohue                           | Madison Chock Evan Bates                                  | [ 23 ] |
| 2023 | Saitama                | Madison Chock Evan Bates                                  | Charlène Guignard Marco Fabbri                            | Piper Gilles Paul Poirier                                 | [ 24 ] |
| 2024 | Montreal               | Madison Chock Evan Bates                                  | Piper Gilles Paul Poirier                                 | Charlène Guignard Marco Fabbri                            | [ 25 ] |
| 2025 | Boston                 |                                                           |                                                           |                                                           |        |
| 2026 | Praga                  |                                                           |                                                           |                                                           |        |

## Clasament pe medalii
| Locul | Țara                              | Aur | Argint | Bronz | Total |
| ----- | --------------------------------- | --- | ------ | ----- | ----- |
| 1     | Statele Unite ale Americii        | 58  | 64     | 84    | 206   |
| 2     | Uniunea Sovietică                 | 44  | 42     | 24    | 110   |
| 3     | Austria                           | 36  | 46     | 34    | 116   |
| 4     | Canada                            | 36  | 37     | 38    | 111   |
| 5     | Rusia                             | 33  | 26     | 27    | 86    |
| 6     | Regatul Unit                      | 28  | 30     | 24    | 82    |
| 7     | Germania                          | 16  | 20     | 21    | 57    |
| 8     | Franța                            | 16  | 19     | 18    | 53    |
| 9     | Japonia                           | 16  | 18     | 13    | 47    |
| 10    | Suedia                            | 15  | 7      | 11    | 33    |
| 11    | Ungaria                           | 13  | 7      | 15    | 35    |
| 12    | RDG                               | 12  | 16     | 12    | 40    |
| 13    | Norvegia                          | 10  | 2      | 5     | 17    |
| 14    | Cehoslovacia                      | 9   | 5      | 5     | 19    |
| 15    | China                             | 8   | 11     | 9     | 28    |
| 16    | RFG                               | 6   | 12     | 7     | 25    |
| 17    | Elveția                           | 4   | 2      | 2     | 8     |
| 18    | Țările de Jos                     | 4   | 1      | 3     | 8     |
| 19    | Finlanda                          | 3   | 5      | 3     | 11    |
| 20    | Italia                            | 3   | 4      | 7     | 14    |
| 21    | Federația Rusă de Patinaj         | 3   | 1      | 2     | 6     |
| 22    | Comunitatea Statelor Independente | 3   | 1      | 1     | 5     |
| 23    | Coreea de Sud                     | 2   | 4      | 2     | 8     |
| 24    | Belgia                            | 2   | 1      | 2     | 5     |
| 25    | Bulgaria                          | 2   | 1      | 1     | 4     |
| 26    | Spania                            | 2   | 0      | 2     | 4     |
| 27    | Ucraina                           | 1   | 0      | 2     | 3     |
| 28    | Cehia                             | 1   | 0      | 0     | 1     |
| 29    | Kazahstan                         | 0   | 2      | 1     | 3     |
| 30    | Polonia                           | 0   | 0      | 2     | 2     |
| 31    | Israel                            | 0   | 0      | 1     | 1     |
| 31    | Lituania                          | 0   | 0      | 1     | 1     |